# Дієго Кордовез Зегерс
Дієго Кордовез Зегерс (3 листопада 1935, Кіто — †24 травня 2014, Кіто) — був еквадорським політиком, дипломатом ООН та міністром закордонних справ Еквадору з 1988 по 1992 рік в уряді Родріго Борха Севаллос.

## Життєпис
Кордовес відвідував Американський коледж та Військову академію Еквадору в Кіто, закінчив юридичний факультет Університету Чилі, а потім працював юристом. Натхненний ідеалізмом Джона Кеннеді, він приєднався до ООН в Латинській Америці як помічник Рауля Пребіш. За цей час було утворено ЮНКТАД. Він став директором Економічної та соціальної ради ООН. З 1981 року брав участь у політичних місіях в Домініканській Республіці, Пакистані, Бангладеш, Лівії та Кубі, і як спеціального представника в Ірані під час захоплення заручників у Тегерані та в країнах Перської затоки під час війни в Ірані та Іраку. Він був призначений заступником генерального секретаря з політичних питань і виступав посередником у переговорах, що ведуть до Женевської угоди про виведення всіх радянських військ з Афганістану. Переговори багато хто вважав безнадійними, і в 1988 році економіст назвав Кордовеза найтерпіливішою людиною в світі. У Кіто вулицю, на якій він жив, було перейменовано на «Афганістан», а його будинок під номером 88. Разом з президентом Михайлом Горбачовим він був висунутий на Нобелівську премію миру і отримав премію Мартіна Лютера Кінга.
Протягом усього правління президента Родріго Борха Севальйоса (1988—1992) він був міністром закордонних справ Еквадору. Після періоду роботи в Колумбійському університеті в Нью-Йорку його відкликали для служби в ООН і призначили посередником ООН на Кіпрі та спеціальним посланцем у Венесуелі.
З 2005 по 2007 рік він був послом і постійним представником Еквадору при ООН.